# دن دولدر
دن دولدر (به هلندی: Den Dolder) یک منطقهٔ مسکونی در هلند است که در زایست واقع شده‌است. دن دولدر ۲٬۸۸۴ نفر جمعیت دارد.